# Khamûl
Khamûl is een wezen uit de wereld van J.R.R. Tolkien.
Khamûl, ook bekend als de Donkere Oosterling (Engels: the Black Easterling), is de tweede van de Nazgûl ook wel Ringgeesten, en was voordien een van de Oosterlingen. De naam Khamûl komt uit de Nagelaten vertellingen. In In de Ban van de Ring zelf wordt hij niet bij naam genoemd.
Toen Sauron de negen Ringen van macht onder de mensen verdeelde, gaf hij er een aan Khamûl. Khamûl was blijkbaar een Zwarte Numenoreaan die oorspronkelijk een vorst was van een oostelijk volk, gezien zijn bijnaam van Zwarte Oosterling. In de tijd dat Sauron zijn zoektocht naar de Ring begon, woonde het Hoofd van de Nazgûl in Minas Morgul, terwijl het plaatsvervangend hoofd, Khamûl, de Schaduw van het Oosten, in Dol Guldur verbleef als Saurons luitenant, met nog één Ringgeest als boodschapper.
Toen de Ringgeesten de Gouw hadden gevonden was Khamûl degene die met de Gabber sprak in Hobbitstee. Khamûl was ook de Nazgûl die gezien werd bij de pont van Bokkelburg, vlak nadat de Hobbits waren overgestoken. En hij was degene die Boer van der Made bezocht. De Ringgeest die de kreten slaakte in Bosrode was de metgezel van Khamûl uit Dol Guldur.
Khamûl was later ook aanwezig bij de belegering van Osgiliath, de slag om Minas Tirith en bij de Zwarte Poort. Bij de slag om Minas Tirith sneuvelde de Tovenaar-koning van Angmar en werd Khamûl de nieuwe Heer van de Nazgûl. Wanneer de Ring vernietigd is in de Doemberg wordt Khamûl, samen met de andere Nazgûl, eveneens vernietigd.